# Élections municipales de 2014 dans les Alpes-de-Haute-Provence
Les élections municipales françaises de 2014 se sont déroulées les 23 et 30 mars 2014. Le département des Alpes-de-Haute-Provence compte 200 communes, dont 34 de plus de 1 000 habitants où les conseillers municipaux sont élus selon un scrutin de liste avec représentation proportionnelle avec prime majoritaire.
Note : les couleurs politiques indiquées sont celles des listes électorales, et non des maires qui les conduisent. Il peut y avoir divergence entre les deux (maire PS conduisant une liste d’union de la gauche, par exemple). De plus, ces couleurs sont choisies par la préfecture, qui a souvent attribué une couleur d’autorité à des listes qui n’avaient fait aucun choix, ou un choix différent de la couleur finalement retenue par la préfecture. Cette information est donc à considérer avec prudence,,.

## Maires sortants et maires élus
La gauche perd Barcelonnette, Peipin, Pierrevert, Riez et Saint-Michel-l'Observatoire. Elle se mainrient à Digne-les-Bains et l'emporte à Peyruis, Seyne et Volonne. La droite devient majoritaire dans le département avec ces gains.
| Commune                     | Population | Maire sortant            | Parti | Parti | Maire élu               | Parti | Parti |
| --------------------------- | ---------- | ------------------------ | ----- | ----- | ----------------------- | ----- | ----- |
| Aiglun                      | 1 314      | Daniel Jugy              |       | UMP   | Daniel Jugy             |       | UMP   |
| Annot                       | 1 070      | Jean Ballester           |       | DVD   | Jean Ballester          |       | DVD   |
| Banon                       | 1 061      | Cyrille Prache           |       | DVD   | Philippe Wagner         |       | UMP   |
| Barcelonnette               | 2 667      | Jean-Pierre Aubert       |       | PS    | Pierre Martin-Charpenel |       | DVD   |
| Castellane                  | 1 565      | Jean-Pierre Terrien      |       | DVG   | Jean-Pierre Terrien     |       | DVG   |
| Céreste                     | 1 267      | Gérard Baumel            |       | UMP   | Gérard Baumel           |       | UMP   |
| Château-Arnoux-Saint-Auban  | 5 225      | Patrick Martellini       |       | PRG   | Patrick Martellini      |       | PRG   |
| Corbières-en-Provence       | 1 014      | Jean-Claude Castel       |       | UMP   | Jean-Claude Castel      |       | UMP   |
| Digne-les-Bains             | 16 886     | Serge Gloaguen           |       | DVG   | Patricia Granet         |       | DVG   |
| Forcalquier                 | 4 707      | Christophe Castaner      |       | PS    | Christophe Castaner     |       | PS    |
| Gréoux-les-Bains            | 2 581      | Paul Audan               |       | DVD   | Paul Audan              |       | DVD   |
| Jausiers                    | 1 135      | Lucien Gilly             |       | PS    | Lucien Gilly            |       | PS    |
| L'Escale                    | 1 330      | Claude Fiaert            |       | PS    | Claude Fiaert           |       | PS    |
| Les Mées                    | 3 589      | Gérard Paul              |       | PCF   | Gérard Paul             |       | PCF   |
| Malijai                     | 1 959      | Éliane Barreille         |       | UMP   | Gilles Chatard          |       | DVD   |
| Mallemoisson                | 1 006      | André Nalin              |       | DVG   | Emmanuelle Martin       |       | DVG   |
| Mane                        | 1 380      | Jacques Depieds          |       | DVD   | Jacques Depieds         |       | DVD   |
| Manosque                    | 22 316     | Bernard Jeanmet-Péralta  |       | UMP   | Bernard Jeanmet-Péralta |       | UMP   |
| Mison                       | 1 021      | Robert Gay               |       | UMP   | Robert Gay              |       | UMP   |
| Oraison                     | 5 484      | Michel Vittenet          |       | UDI   | Michel Vittenet         |       | UDI   |
| Peipin                      | 1 412      | Pierre Veyan             |       | DVG   | Frédéric Dauphin        |       | DVD   |
| Peyruis                     | 2 749      | Louis Costa              |       | DVD   | Patrick Vivos           |       | DVG   |
| Pierrevert                  | 3 692      | Sylviane Chaumont-Gorius |       | PS    | André Mille             |       | UMP   |
| Reillanne                   | 1 542      | Alain Calvet             |       | UMP   | Christine Baptiste      |       | DVD   |
| Riez                        | 1 811      | Claude Bondil            |       | PS    | Christophe Bianchi      |       | DVD   |
| Saint-Étienne-les-Orgues    | 1 219      | Guy Piana                |       | DVG   | Khaled Benferhat        |       | DVG   |
| Saint-Michel-l'Observatoire | 1 179      | André Peta               |       | DVG   | Pascal Depoisson        |       | DVD   |
| Sainte-Tulle                | 3 337      | Rémy Charpy              |       | PCF   | Jean-Luc Queiras        |       | PS    |
| Seyne                       | 1 446      | André Savornin           |       | UMP   | Francis Hermitte        |       | PS    |
| Sisteron                    | 7 408      | Daniel Spagnou           |       | UMP   | Daniel Spagnou          |       | UMP   |
| Valensole                   | 3 247      | Gérard Aurric            |       | UMP   | Gérard Aurric           |       | UMP   |
| Villeneuve                  | 3 529      | Jacques Echalon          |       | DVG   | Jacques Echalon         |       | DVG   |
| Volonne                     | 1 678      | Jacques Bonte            |       | UMP   | Sandrine Cosserat       |       | EÉLV  |
| Volx                        | 3 080      | Jérôme Dubois            |       | PS    | Jérôme Dubois           |       | PS    |

### Résultats en nombre de maires
| Partis       | Partis                               | Maires sortants | Maires élus | Évolution     |
| ------------ | ------------------------------------ | --------------- | ----------- | ------------- |
|              | Union pour un mouvement populaire    | 11              | 9           | 2             |
|              | Divers droite                        | 5               | 9           | 4             |
|              | Union des démocrates et indépendants | 1               | 1           | en stagnation |
| Total droite | Total droite                         | 17              | 19          | 2             |
|              | Parti socialiste                     | 7               | 6           | 1             |
|              | Divers gauche                        | 7               | 6           | 1             |
|              | Parti communiste français            | 2               | 1           | 1             |
|              | Parti radical de gauche              | 1               | 1           | en stagnation |
|              | Europe Écologie Les Verts            | 0               | 1           | 1             |
| Total gauche | Total gauche                         | 17              | 15          | 2             |
| Total        | Total                                | 34              | 34          | -             |

## Résultats dans les communes de plus de1 000 habitants

### Aiglun
- Maire sortant : Daniel Jugy (UMP)
- 15 sièges à pourvoir au conseil municipal (population légale 2011 : 1 314 habitants)
- 5 sièges à pourvoir au conseil communautaire (CA Provence-Alpes Agglomération)

|                          | Daniel Jugy *  | DVD            | 495 | 100,00 | 15 | 5 |  |  |
|                          |                |                |     |        |    |   |  |  |
| Inscrits                 | Inscrits       | Inscrits       | 873 | 100,00 |    |   |  |  |
| Abstentions              | Abstentions    | Abstentions    | 278 | 31,84  |    |   |  |  |
| Votants                  | Votants        | Votants        | 595 | 68,16  |    |   |  |  |
| Blancs et nuls           | Blancs et nuls | Blancs et nuls | 100 | 16,81  |    |   |  |  |
| Exprimés                 | Exprimés       | Exprimés       | 495 | 83,19  |    |   |  |  |
| * Liste du maire sortant |                |                |     |        |    |   |  |  |

### Annot
- Maire sortant : Jean Ballester (DVD)
- 15 sièges à pourvoir au conseil municipal (population légale 2011 : 1 070 habitants)
- 5 sièges à pourvoir au conseil communautaire (CC Alpes Provence Verdon - Sources de Lumière)

|                          | Jean Ballester * | DVD            | 398 | 51,89  | 12 | 4 |  |  |
|                          | Philippe Rigault | DVG            | 369 | 48,10  | 3  | 1 |  |  |
|                          |                  |                |     |        |    |   |  |  |
| Inscrits                 | Inscrits         | Inscrits       | 895 | 100,00 |    |   |  |  |
| Abstentions              | Abstentions      | Abstentions    | 92  | 10,28  |    |   |  |  |
| Votants                  | Votants          | Votants        | 803 | 89,72  |    |   |  |  |
| Blancs et nuls           | Blancs et nuls   | Blancs et nuls | 36  | 4,48   |    |   |  |  |
| Exprimés                 | Exprimés         | Exprimés       | 767 | 95,52  |    |   |  |  |
| * Liste du maire sortant |                  |                |     |        |    |   |  |  |

### Banon
- Maire sortant : Cyrille Prache (DVD)
- 15 sièges à pourvoir au conseil municipal (population légale 2011 : 1 061 habitants)
- 3 sièges à pourvoir au conseil communautaire (CC Haute-Provence - Pays de Banon)

|                | Philippe Wagner | DVD            | 330 | 59,45  | 12 | 2 |  |  |
|                | Daniel Delory   | DVG            | 225 | 40,54  | 3  | 1 |  |  |
|                |                 |                |     |        |    |   |  |  |
| Inscrits       | Inscrits        | Inscrits       | 755 | 100,00 |    |   |  |  |
| Abstentions    | Abstentions     | Abstentions    | 141 | 18,68  |    |   |  |  |
| Votants        | Votants         | Votants        | 614 | 81,32  |    |   |  |  |
| Blancs et nuls | Blancs et nuls  | Blancs et nuls | 59  | 9,61   |    |   |  |  |
| Exprimés       | Exprimés        | Exprimés       | 555 | 90,39  |    |   |  |  |

### Barcelonnette
- Maire sortant : Jean-Pierre Aubert (PS)
- 23 sièges à pourvoir au conseil municipal (population légale 2011 : 2 667 habitants)
- 10 sièges à pourvoir au conseil communautaire (CC Vallée de l'Ubaye Serre-Ponçon)

|                          | Pierre Martin-Charpenel | DVD            | 751   | 59,22  | 19 | 8 |  |  |
|                          | Jean-Pierre Aubert *    | DVG            | 517   | 40,77  | 4  | 2 |  |  |
|                          |                         |                |       |        |    |   |  |  |
| Inscrits                 | Inscrits                | Inscrits       | 1 895 | 100,00 |    |   |  |  |
| Abstentions              | Abstentions             | Abstentions    | 580   | 30,61  |    |   |  |  |
| Votants                  | Votants                 | Votants        | 1 315 | 69,39  |    |   |  |  |
| Blancs et nuls           | Blancs et nuls          | Blancs et nuls | 47    | 3,57   |    |   |  |  |
| Exprimés                 | Exprimés                | Exprimés       | 1 268 | 96,43  |    |   |  |  |
| * Liste du maire sortant |                         |                |       |        |    |   |  |  |

### Castellane
- Maire sortant : Jean-Pierre Terrien (DVG)
- 19 sièges à pourvoir au conseil municipal (population légale 2011 : 1 565 habitants)
- 9 sièges à pourvoir au conseil communautaire (CC Alpes Provence Verdon - Sources de Lumière)

|                          | Jean-Pierre Terrien * | DVG            | 535   | 100,00 | 19 | 9 |  |  |
|                          |                       |                |       |        |    |   |  |  |
| Inscrits                 | Inscrits              | Inscrits       | 1 171 | 100,00 |    |   |  |  |
| Abstentions              | Abstentions           | Abstentions    | 344   | 29,38  |    |   |  |  |
| Votants                  | Votants               | Votants        | 827   | 70,62  |    |   |  |  |
| Blancs et nuls           | Blancs et nuls        | Blancs et nuls | 292   | 35,31  |    |   |  |  |
| Exprimés                 | Exprimés              | Exprimés       | 535   | 64,69  |    |   |  |  |
| * Liste du maire sortant |                       |                |       |        |    |   |  |  |

### Céreste
- Maire sortant : Gérard Baumel (UMP)
- 15 sièges à pourvoir au conseil municipal (population légale 2011 : 1 267 habitants)
- 2 sièges à pourvoir au conseil communautaire (CC Pays d'Apt-Luberon)

|                          | Gérard Baumel * | UMP            | 415   | 100,00 | 15 | 2 |  |  |
|                          |                 |                |       |        |    |   |  |  |
| Inscrits                 | Inscrits        | Inscrits       | 1 145 | 100,00 |    |   |  |  |
| Abstentions              | Abstentions     | Abstentions    | 474   | 41,40  |    |   |  |  |
| Votants                  | Votants         | Votants        | 671   | 58,60  |    |   |  |  |
| Blancs et nuls           | Blancs et nuls  | Blancs et nuls | 256   | 38,15  |    |   |  |  |
| Exprimés                 | Exprimés        | Exprimés       | 415   | 61,85  |    |   |  |  |
| * Liste du maire sortant |                 |                |       |        |    |   |  |  |

### Château-Arnoux-Saint-Auban
- Maire sortant : Patrick Martellini (PRG)
- 29 sièges à pourvoir au conseil municipal (population légale 2011 : 5 225 habitants)
- 9 sièges à pourvoir au conseil communautaire (CA Provence-Alpes Agglomération)

|                          | Patrick Martellini * | DVG            | 1 880 | 70,01  | 25 | 8 |  |  |
|                          | René Villard         | FG             | 805   | 29,98  | 4  | 1 |  |  |
|                          |                      |                |       |        |    |   |  |  |
| Inscrits                 | Inscrits             | Inscrits       | 4 031 | 100,00 |    |   |  |  |
| Abstentions              | Abstentions          | Abstentions    | 1 199 | 29,74  |    |   |  |  |
| Votants                  | Votants              | Votants        | 2 832 | 70,26  |    |   |  |  |
| Blancs et nuls           | Blancs et nuls       | Blancs et nuls | 147   | 5,19   |    |   |  |  |
| Exprimés                 | Exprimés             | Exprimés       | 2 685 | 94,81  |    |   |  |  |
| * Liste du maire sortant |                      |                |       |        |    |   |  |  |

### Corbières-en-Provence
- Maire sortant : Jean-Claude Castel (UMP)
- 15 sièges à pourvoir au conseil municipal (population légale 2011 : 1 014 habitants)
- 1 sièges à pourvoir au conseil communautaire (CA Durance-Luberon-Verdon Agglomération)

|                          | Jean-Claude Castel * | UMP            | 450 | 66,27  | 13 | 1 |  |  |
|                          | Patrick Carneiro     | DVG            | 229 | 33,72  | 2  |   |  |  |
|                          |                      |                |     |        |    |   |  |  |
| Inscrits                 | Inscrits             | Inscrits       | 862 | 100,00 |    |   |  |  |
| Abstentions              | Abstentions          | Abstentions    | 140 | 16,24  |    |   |  |  |
| Votants                  | Votants              | Votants        | 722 | 83,76  |    |   |  |  |
| Blancs et nuls           | Blancs et nuls       | Blancs et nuls | 43  | 5,96   |    |   |  |  |
| Exprimés                 | Exprimés             | Exprimés       | 679 | 94,04  |    |   |  |  |
| * Liste du maire sortant |                      |                |     |        |    |   |  |  |

### Digne-les-Bains
- Maire sortant : Serge Gloaguen (DVG)
- 33 sièges à pourvoir au conseil municipal (population légale 2011 : 16 886 habitants)
- 16 sièges à pourvoir au conseil communautaire (CA Provence-Alpes Agglomération)

| Tête de liste  | Tête de liste             | Liste          | Premier tour | Premier tour | Second tour | Second tour | Sièges | Sièges |
| Tête de liste  | Tête de liste             | Liste          | Voix         | %            | Voix        | %           | CM     | CC     |
| -------------- | ------------------------- | -------------- | ------------ | ------------ | ----------- | ----------- | ------ | ------ |
|                | Marie-Anne Baudoui-Maurel | FN             | 2 129        | 27,68        | 2 685       | 33,39       | 5      | 3      |
|                | Patricia Granet           | DVG            | 2 005        | 26,07        | 3 777       | 46,98       | 25     | 12     |
|                | Franck Di Benedetto       | DVG            | 1 565        | 20,35        |             |             |        |        |
|                | Christian Barbero         | UMP            | 1 272        | 16,54        | 1 577       | 19,61       | 3      | 1      |
|                | Gérard Segond             | DVD            | 718          | 9,33         |             |             |        |        |
|                |                           |                |              |              |             |             |        |        |
| Inscrits       | Inscrits                  | Inscrits       | 11 660       | 100,00       | 11 666      | 100,00      |        |        |
| Abstentions    | Abstentions               | Abstentions    | 3 689        | 31,64        | 3 338       | 28,61       |        |        |
| Votants        | Votants                   | Votants        | 7 971        | 68,36        | 8 328       | 71,39       |        |        |
| Blancs et nuls | Blancs et nuls            | Blancs et nuls | 282          | 3,54         | 289         | 3,47        |        |        |
| Exprimés       | Exprimés                  | Exprimés       | 7 689        | 96,46        | 8 039       | 96,53       |        |        |

### Forcalquier
- Maire sortant : Christophe Castaner (PS)
- 27 sièges à pourvoir au conseil municipal (population légale 2011 : 4 707 habitants)
- 13 sièges à pourvoir au conseil communautaire (CC Pays de Forcalquier - Montagne de Lure)

|                          | Christophe Castaner * | PS             | 1 348 | 50,41  | 21 | 10 |  |  |
|                          | Sébastien Ginet       | UMP            | 1 326 | 49,58  | 6  | 3  |  |  |
|                          |                       |                |       |        |    |    |  |  |
| Inscrits                 | Inscrits              | Inscrits       | 3 653 | 100,00 |    |    |  |  |
| Abstentions              | Abstentions           | Abstentions    | 853   | 23,35  |    |    |  |  |
| Votants                  | Votants               | Votants        | 2 800 | 76,65  |    |    |  |  |
| Blancs et nuls           | Blancs et nuls        | Blancs et nuls | 126   | 4,50   |    |    |  |  |
| Exprimés                 | Exprimés              | Exprimés       | 2 674 | 95,50  |    |    |  |  |
| * Liste du maire sortant |                       |                |       |        |    |    |  |  |

### Gréoux-les-Bains
- Maire sortant : Paul Audan (DVD)
- 23 sièges à pourvoir au conseil municipal (population légale 2011 : 2 581 habitants)
- 2 sièges à pourvoir au conseil communautaire (CA Durance-Luberon-Verdon Agglomération)

| Tête de liste            | Tête de liste  | Liste          | Premier tour | Premier tour | Second tour | Second tour | Sièges | Sièges |
| Tête de liste            | Tête de liste  | Liste          | Voix         | %            | Voix        | %           | CM     | CC     |
| ------------------------ | -------------- | -------------- | ------------ | ------------ | ----------- | ----------- | ------ | ------ |
|                          | Paul Audan *   | DVD            | 837          | 47,99        | 997         | 53,77       | 18     | 2      |
|                          | Philippe Vidal | DVD            | 705          | 40,42        | 857         | 46,22       | 5      |        |
|                          | Éric Rabany    | UMP-UDI        | 202          | 11,58        |             |             |        |        |
|                          |                |                |              |              |             |             |        |        |
| Inscrits                 | Inscrits       | Inscrits       | 2 360        | 100,00       | 2 360       | 100,00      |        |        |
| Abstentions              | Abstentions    | Abstentions    | 533          | 22,58        | 433         | 18,35       |        |        |
| Votants                  | Votants        | Votants        | 1 827        | 77,42        | 1 927       | 81,65       |        |        |
| Blancs et nuls           | Blancs et nuls | Blancs et nuls | 83           | 4,54         | 73          | 3,79        |        |        |
| Exprimés                 | Exprimés       | Exprimés       | 1 744        | 95,46        | 1 854       | 96,21       |        |        |
| * Liste du maire sortant |                |                |              |              |             |             |        |        |

### Jausiers
- Maire sortant : Lucien Gilly (PS)
- 15 sièges à pourvoir au conseil municipal (population légale 2011 : 1 135 habitants)
- 4 sièges à pourvoir au conseil communautaire (CC Vallée de l'Ubaye Serre-Ponçon)

| Tête de liste            | Tête de liste       | Liste          | Premier tour | Premier tour | Second tour | Second tour | Sièges | Sièges |
| Tête de liste            | Tête de liste       | Liste          | Voix         | %            | Voix        | %           | CM     | CC     |
| ------------------------ | ------------------- | -------------- | ------------ | ------------ | ----------- | ----------- | ------ | ------ |
|                          | Lucien Gilly *      | DVG            | 249          | 41,63        | 272         | 43,87       | 11     | 3      |
|                          | Jacques Pelloux     | DVD            | 201          | 33,61        | 224         | 36,12       | 3      | 1      |
|                          | Frédéric Bourquerod | DVG            | 148          | 24,74        | 124         | 20,00       | 1      |        |
|                          |                     |                |              |              |             |             |        |        |
| Inscrits                 | Inscrits            | Inscrits       | 819          | 100,00       | 818         | 100,00      |        |        |
| Abstentions              | Abstentions         | Abstentions    | 186          | 22,71        | 182         | 22,25       |        |        |
| Votants                  | Votants             | Votants        | 633          | 77,29        | 636         | 77,75       |        |        |
| Blancs et nuls           | Blancs et nuls      | Blancs et nuls | 35           | 5,53         | 16          | 2,52        |        |        |
| Exprimés                 | Exprimés            | Exprimés       | 598          | 94,47        | 620         | 97,48       |        |        |
| * Liste du maire sortant |                     |                |              |              |             |             |        |        |

### L'Escale
- Maire sortant : Claude Fiaert (PS)
- 15 sièges à pourvoir au conseil municipal (population légale 2011 : 1 330 habitants)
- 2 sièges à pourvoir au conseil communautaire (CA Provence-Alpes Agglomération)

|                          | Claude Fiaert * | DVG            | 492 | 100,00 | 15 | 2 |  |  |
|                          |                 |                |     |        |    |   |  |  |
| Inscrits                 | Inscrits        | Inscrits       | 966 | 100,00 |    |   |  |  |
| Abstentions              | Abstentions     | Abstentions    | 316 | 32,71  |    |   |  |  |
| Votants                  | Votants         | Votants        | 650 | 67,29  |    |   |  |  |
| Blancs et nuls           | Blancs et nuls  | Blancs et nuls | 158 | 24,31  |    |   |  |  |
| Exprimés                 | Exprimés        | Exprimés       | 492 | 75,69  |    |   |  |  |
| * Liste du maire sortant |                 |                |     |        |    |   |  |  |

### Les Mées
- Maire sortant : Gérard Paul (PCF)
- 27 sièges à pourvoir au conseil municipal (population légale 2011 : 3 589 habitants)
- 6 sièges à pourvoir au conseil communautaire (CA Provence-Alpes Agglomération)

| Tête de liste            | Tête de liste   | Liste          | Premier tour | Premier tour | Second tour | Second tour | Sièges | Sièges |
| Tête de liste            | Tête de liste   | Liste          | Voix         | %            | Voix        | %           | CM     | CC     |
| ------------------------ | --------------- | -------------- | ------------ | ------------ | ----------- | ----------- | ------ | ------ |
|                          | Gérard Paul *   | PCF-PS-EELV    | 774          | 46,07        | 866         | 49,91       | 21     | 5      |
|                          | Max Eymard      | PS             | 549          | 32,67        | 617         | 35,56       | 4      | 1      |
|                          | Brigitte Proust | DVD            | 357          | 21,25        | 252         | 14,52       | 2      |        |
|                          |                 |                |              |              |             |             |        |        |
| Inscrits                 | Inscrits        | Inscrits       | 2 606        | 100,00       | 2 606       | 100,00      |        |        |
| Abstentions              | Abstentions     | Abstentions    | 868          | 33,31        | 811         | 31,12       |        |        |
| Votants                  | Votants         | Votants        | 1 738        | 66,69        | 1 795       | 68,88       |        |        |
| Blancs et nuls           | Blancs et nuls  | Blancs et nuls | 58           | 3,34         | 60          | 3,34        |        |        |
| Exprimés                 | Exprimés        | Exprimés       | 1 680        | 96,66        | 1 735       | 96,66       |        |        |
| * Liste du maire sortant |                 |                |              |              |             |             |        |        |

### Malijai
- Maire sortant : Éliane Barreille (UMP)
- 19 sièges à pourvoir au conseil municipal (population légale 2011 : 1 959 habitants)
- 3 sièges à pourvoir au conseil communautaire (CA Provence-Alpes Agglomération)

|                          | Gilles Chatard     | DVD            | 537   | 57,00  | 15 | 2 |  |  |
|                          | Éliane Barreille * | UMP            | 405   | 42,99  | 4  | 1 |  |  |
|                          |                    |                |       |        |    |   |  |  |
| Inscrits                 | Inscrits           | Inscrits       | 1 219 | 100,00 |    |   |  |  |
| Abstentions              | Abstentions        | Abstentions    | 239   | 19,61  |    |   |  |  |
| Votants                  | Votants            | Votants        | 980   | 80,39  |    |   |  |  |
| Blancs et nuls           | Blancs et nuls     | Blancs et nuls | 38    | 3,88   |    |   |  |  |
| Exprimés                 | Exprimés           | Exprimés       | 942   | 96,12  |    |   |  |  |
| * Liste du maire sortant |                    |                |       |        |    |   |  |  |

### Mallemoisson
- Maire sortant : André Nalin (DVG)
- 15 sièges à pourvoir au conseil municipal (population légale 2011 : 1 006 habitants)
- 4 sièges à pourvoir au conseil communautaire (CA Provence-Alpes Agglomération)

|                | Emmauelle Martin  | DVG            | 372 | 69,14  | 13 | 4 |  |  |
|                | Francine Liautaud | DVD            | 166 | 30,85  | 2  |   |  |  |
|                |                   |                |     |        |    |   |  |  |
| Inscrits       | Inscrits          | Inscrits       | 770 | 100,00 |    |   |  |  |
| Abstentions    | Abstentions       | Abstentions    | 194 | 25,19  |    |   |  |  |
| Votants        | Votants           | Votants        | 576 | 74,81  |    |   |  |  |
| Blancs et nuls | Blancs et nuls    | Blancs et nuls | 38  | 6,60   |    |   |  |  |
| Exprimés       | Exprimés          | Exprimés       | 538 | 93,40  |    |   |  |  |

### Mane
- Maire sortant : Jacques Depieds (DVD)
- 15 sièges à pourvoir au conseil municipal (population légale 2011 : 1 380 habitants)
- 4 sièges à pourvoir au conseil communautaire (CC Haute-Provence - Pays de Banon)

|                          | Jacques Depieds * | DVD            | 497   | 100,00 | 15 | 4 |  |  |
|                          |                   |                |       |        |    |   |  |  |
| Inscrits                 | Inscrits          | Inscrits       | 1 046 | 100,00 |    |   |  |  |
| Abstentions              | Abstentions       | Abstentions    | 375   | 35,85  |    |   |  |  |
| Votants                  | Votants           | Votants        | 671   | 64,15  |    |   |  |  |
| Blancs et nuls           | Blancs et nuls    | Blancs et nuls | 174   | 25,93  |    |   |  |  |
| Exprimés                 | Exprimés          | Exprimés       | 497   | 74,07  |    |   |  |  |
| * Liste du maire sortant |                   |                |       |        |    |   |  |  |

### Manosque
- Maire sortant : Bernard Jeanmet-Péralta (UMP)
- 35 sièges à pourvoir au conseil municipal (population légale 2011 : 22 316 habitants)
- 20 sièges à pourvoir au conseil communautaire (CA Durance-Luberon-Verdon Agglomération)

|                          | Bernard Jeanmet-Péralta * | UMP            | 4 421  | 51,25  | 27 | 16 |  |  |
|                          | Éric Pinzelli             | FN             | 1 742  | 20,19  | 3  | 2  |  |  |
|                          | Martine Carriol           | FG             | 1 409  | 16,33  | 3  | 1  |  |  |
|                          | Michel D'Angelo           | PS             | 1 054  | 12,21  | 2  | 1  |  |  |
|                          |                           |                |        |        |    |    |  |  |
| Inscrits                 | Inscrits                  | Inscrits       | 15 736 | 100,00 |    |    |  |  |
| Abstentions              | Abstentions               | Abstentions    | 6 804  | 43,24  |    |    |  |  |
| Votants                  | Votants                   | Votants        | 8 932  | 56,76  |    |    |  |  |
| Blancs et nuls           | Blancs et nuls            | Blancs et nuls | 306    | 3,43   |    |    |  |  |
| Exprimés                 | Exprimés                  | Exprimés       | 8 626  | 96,57  |    |    |  |  |
| * Liste du maire sortant |                           |                |        |        |    |    |  |  |

### Mison
- Maire sortant : Robert Gay (UMP)
- 15 sièges à pourvoir au conseil municipal (population légale 2011 : 1 021 habitants)
- 6 sièges à pourvoir au conseil communautaire (CC du Sisteronais Buëch)

|                          | Robert Gay *   | DVD            | 496 | 100,00 | 15 | 6 |  |  |
|                          |                |                |     |        |    |   |  |  |
| Inscrits                 | Inscrits       | Inscrits       | 851 | 100,00 |    |   |  |  |
| Abstentions              | Abstentions    | Abstentions    | 229 | 26,91  |    |   |  |  |
| Votants                  | Votants        | Votants        | 622 | 73,09  |    |   |  |  |
| Blancs et nuls           | Blancs et nuls | Blancs et nuls | 126 | 20,26  |    |   |  |  |
| Exprimés                 | Exprimés       | Exprimés       | 496 | 79,74  |    |   |  |  |
| * Liste du maire sortant |                |                |     |        |    |   |  |  |

### Oraison
- Maire sortant : Michel Vittenet (UDI)
- 29 sièges à pourvoir au conseil municipal (population légale 2011 : 5 484 habitants)
- 5 sièges à pourvoir au conseil communautaire (CA Durance-Luberon-Verdon Agglomération)

| Tête de liste            | Tête de liste     | Liste          | Premier tour | Premier tour | Second tour | Second tour | Sièges | Sièges |
| Tête de liste            | Tête de liste     | Liste          | Voix         | %            | Voix        | %           | CM     | CC     |
| ------------------------ | ----------------- | -------------- | ------------ | ------------ | ----------- | ----------- | ------ | ------ |
|                          | Michel Vittenet * | UDI            | 1 325        | 46,42        | 1 425       | 50,47       | 22     | 4      |
|                          | Ghislaine Aubert  | FN             | 777          | 27,22        | 752         | 26,63       | 4      | 1      |
|                          | Paola Valenti     | PS             | 752          | 26,34        | 646         | 22,88       | 3      |        |
|                          |                   |                |              |              |             |             |        |        |
| Inscrits                 | Inscrits          | Inscrits       | 4 167        | 100,00       | 4 168       | 100,00      |        |        |
| Abstentions              | Abstentions       | Abstentions    | 1 215        | 29,16        | 1 266       | 30,37       |        |        |
| Votants                  | Votants           | Votants        | 2 952        | 70,84        | 2 902       | 69,63       |        |        |
| Blancs et nuls           | Blancs et nuls    | Blancs et nuls | 98           | 3,32         | 79          | 2,72        |        |        |
| Exprimés                 | Exprimés          | Exprimés       | 2 854        | 96,68        | 2 823       | 97,28       |        |        |
| * Liste du maire sortant |                   |                |              |              |             |             |        |        |

### Peipin
- Maire sortant : Pierre Veyan (DVG)
- 15 sièges à pourvoir au conseil municipal (population légale 2011 : 1 412 habitants)
- 8 sièges à pourvoir au conseil communautaire (CC Jabron Lure Vançon Durance)

|                          | Frédéric Dauphin | DVD            | 398   | 53,78  | 12 | 7 |  |  |
|                          | Pierre Veyan *   | DVG            | 247   | 33,37  | 2  | 1 |  |  |
|                          | Corinne Flacher  | DVD            | 95    | 12,83  | 1  |   |  |  |
|                          |                  |                |       |        |    |   |  |  |
| Inscrits                 | Inscrits         | Inscrits       | 1 071 | 100,00 |    |   |  |  |
| Abstentions              | Abstentions      | Abstentions    | 302   | 28,20  |    |   |  |  |
| Votants                  | Votants          | Votants        | 769   | 71,80  |    |   |  |  |
| Blancs et nuls           | Blancs et nuls   | Blancs et nuls | 29    | 3,77   |    |   |  |  |
| Exprimés                 | Exprimés         | Exprimés       | 740   | 96,23  |    |   |  |  |
| * Liste du maire sortant |                  |                |       |        |    |   |  |  |

### Peyruis
- Maire sortant : Louis Costa (SE)
- 23 sièges à pourvoir au conseil municipal (population légale 2011 : 2 749 habitants)
- 4 sièges à pourvoir au conseil communautaire (CA Provence-Alpes Agglomération)

| Tête de liste  | Tête de liste            | Liste          | Premier tour | Premier tour | Second tour | Second tour | Sièges | Sièges |
| Tête de liste  | Tête de liste            | Liste          | Voix         | %            | Voix        | %           | CM     | CC     |
| -------------- | ------------------------ | -------------- | ------------ | ------------ | ----------- | ----------- | ------ | ------ |
|                | Patrick Vivos            | DVG            | 606          | 38,52        | 905         | 56,84       | 18     | 3      |
|                | Simon Caparros Fernandez | DVD            | 520          | 33,05        | 687         | 43,15       | 5      | 1      |
|                | Gerard De Meester        | DVG            | 447          | 28,41        |             |             |        |        |
|                |                          |                |              |              |             |             |        |        |
| Inscrits       | Inscrits                 | Inscrits       | 2 147        | 100,00       | 2 145       | 100,00      |        |        |
| Abstentions    | Abstentions              | Abstentions    | 487          | 22,68        | 480         | 22,38       |        |        |
| Votants        | Votants                  | Votants        | 1 660        | 77,32        | 1 665       | 77,62       |        |        |
| Blancs et nuls | Blancs et nuls           | Blancs et nuls | 87           | 5,24         | 73          | 4,38        |        |        |
| Exprimés       | Exprimés                 | Exprimés       | 1 573        | 94,76        | 1 592       | 95,62       |        |        |

### Pierrevert
- Maire sortant : Sylviane Chaumont-Gorius (DVG)
- 27 sièges à pourvoir au conseil municipal (population légale 2011 : 3 692 habitants)
- 3 sièges à pourvoir au conseil communautaire (CA Durance-Luberon-Verdon Agglomération)

| Tête de liste            | Tête de liste       | Liste          | Premier tour | Premier tour | Second tour | Second tour | Sièges | Sièges |
| Tête de liste            | Tête de liste       | Liste          | Voix         | %            | Voix        | %           | CM     | CC     |
| ------------------------ | ------------------- | -------------- | ------------ | ------------ | ----------- | ----------- | ------ | ------ |
|                          | André Mille         | UMP            | 982          | 44,25        | 1 086       | 46,05       | 20     | 2      |
|                          | Sylviane Chaumont * | DVG            | 875          | 39,43        | 1 042       | 44,18       | 6      | 1      |
|                          | Évelyne Venet       | DVD            | 362          | 16,31        | 230         | 9,75        | 1      |        |
|                          |                     |                |              |              |             |             |        |        |
| Inscrits                 | Inscrits            | Inscrits       | 3 317        | 100,00       | 3 320       | 100,00      |        |        |
| Abstentions              | Abstentions         | Abstentions    | 1 010        | 30,45        | 897         | 27,02       |        |        |
| Votants                  | Votants             | Votants        | 2 307        | 69,55        | 2 423       | 72,98       |        |        |
| Blancs et nuls           | Blancs et nuls      | Blancs et nuls | 88           | 3,81         | 65          | 2,68        |        |        |
| Exprimés                 | Exprimés            | Exprimés       | 2 219        | 96,19        | 2 358       | 97,32       |        |        |
| * Liste du maire sortant |                     |                |              |              |             |             |        |        |

### Reillanne
- Maire sortant : Alain Calvet (UMP)
- 19 sièges à pourvoir au conseil municipal (population légale 2011 : 1 542 habitants)
- 4 sièges à pourvoir au conseil communautaire (CC Haute-Provence - Pays de Banon)

| Tête de liste  | Tête de liste      | Liste          | Premier tour | Premier tour | Second tour | Second tour | Sièges | Sièges |
| Tête de liste  | Tête de liste      | Liste          | Voix         | %            | Voix        | %           | CM     | CC     |
| -------------- | ------------------ | -------------- | ------------ | ------------ | ----------- | ----------- | ------ | ------ |
|                | Christine Baptiste | DVD            | 315          | 35,39        | 376         | 37,90       | 13     | 4      |
|                | Robert Bernard     | DVG            | 304          | 34,15        | 316         | 31,85       | 3      |        |
|                | Philippe Bressange | PG             | 271          | 30,44        | 300         | 30,24       | 3      |        |
|                |                    |                |              |              |             |             |        |        |
| Inscrits       | Inscrits           | Inscrits       | 1 229        | 100,00       | 1 228       | 100,00      |        |        |
| Abstentions    | Abstentions        | Abstentions    | 267          | 21,72        | 199         | 16,21       |        |        |
| Votants        | Votants            | Votants        | 962          | 78,28        | 1 029       | 83,79       |        |        |
| Blancs et nuls | Blancs et nuls     | Blancs et nuls | 72           | 7,48         | 37          | 3,60        |        |        |
| Exprimés       | Exprimés           | Exprimés       | 890          | 92,52        | 992         | 96,40       |        |        |

### Riez
- Maire sortant : Claude Bondil (PS)
- 19 sièges à pourvoir au conseil municipal (population légale 2011 : 1 811 habitants)
- 1 sièges à pourvoir au conseil communautaire (CA Durance-Luberon-Verdon Agglomération)

| Tête de liste            | Tête de liste      | Liste          | Premier tour | Premier tour | Second tour | Second tour | Sièges | Sièges |
| Tête de liste            | Tête de liste      | Liste          | Voix         | %            | Voix        | %           | CM     | CC     |
| ------------------------ | ------------------ | -------------- | ------------ | ------------ | ----------- | ----------- | ------ | ------ |
|                          | Christophe Bianchi | DVD            | 500          | 47,89        | 584         | 52,18       | 15     | 1      |
|                          | Claude Bondil *    | DVG            | 442          | 42,33        | 535         | 47,81       | 4      |        |
|                          | Nathalie Paul      | DVD            | 102          | 9,77         |             |             |        |        |
|                          |                    |                |              |              |             |             |        |        |
| Inscrits                 | Inscrits           | Inscrits       | 1 413        | 100,00       | 1 413       | 100,00      |        |        |
| Abstentions              | Abstentions        | Abstentions    | 329          | 23,28        | 265         | 18,75       |        |        |
| Votants                  | Votants            | Votants        | 1 084        | 76,72        | 1 148       | 81,25       |        |        |
| Blancs et nuls           | Blancs et nuls     | Blancs et nuls | 40           | 3,69         | 29          | 2,53        |        |        |
| Exprimés                 | Exprimés           | Exprimés       | 1 044        | 96,31        | 1 119       | 97,47       |        |        |
| * Liste du maire sortant |                    |                |              |              |             |             |        |        |

### Saint-Étienne-les-Orgues
- Maire sortant : Guy Piana (DVG)
- 15 sièges à pourvoir au conseil municipal (population légale 2011 : 1 219 habitants)
- 3 sièges à pourvoir au conseil communautaire (CC Pays de Forcalquier - Montagne de Lure)

|                | Khaled Benferhat | DVG            | 501   | 65,49  | 13 | 2 |  |  |
|                | Gilles Guillaume | DVD            | 264   | 34,50  | 2  | 1 |  |  |
|                |                  |                |       |        |    |   |  |  |
| Inscrits       | Inscrits         | Inscrits       | 1 048 | 100,00 |    |   |  |  |
| Abstentions    | Abstentions      | Abstentions    | 218   | 20,80  |    |   |  |  |
| Votants        | Votants          | Votants        | 830   | 79,20  |    |   |  |  |
| Blancs et nuls | Blancs et nuls   | Blancs et nuls | 65    | 7,83   |    |   |  |  |
| Exprimés       | Exprimés         | Exprimés       | 765   | 92,17  |    |   |  |  |

### Saint-Michel-l'Observatoire
- Maire sortant : André Peta (DVG)
- 15 sièges à pourvoir au conseil municipal (population légale 2011 : 1 179 habitants)
- 4 sièges à pourvoir au conseil communautaire (CC Haute-Provence - Pays de Banon)

|                | Pascal Depoisson | DVD            | 425 | 57,51  | 12 | 3 |  |  |
|                | Denis Gillet     | DVG            | 314 | 42,48  | 3  | 1 |  |  |
|                |                  |                |     |        |    |   |  |  |
| Inscrits       | Inscrits         | Inscrits       | 985 | 100,00 |    |   |  |  |
| Abstentions    | Abstentions      | Abstentions    | 225 | 22,84  |    |   |  |  |
| Votants        | Votants          | Votants        | 760 | 77,16  |    |   |  |  |
| Blancs et nuls | Blancs et nuls   | Blancs et nuls | 21  | 2,76   |    |   |  |  |
| Exprimés       | Exprimés         | Exprimés       | 739 | 97,24  |    |   |  |  |

### Sainte-Tulle
- Maire sortant : Rémy Charpy (PCF)
- 23 sièges à pourvoir au conseil municipal (population légale 2011 : 3 337 habitants)
- 3 sièges à pourvoir au conseil communautaire (CA Durance-Luberon-Verdon Agglomération)

|                          | Jean-Luc Queiras | DVG            | 844   | 52,78  | 18 | 2 |  |  |
|                          | Rémy Charpy *    | FG             | 755   | 47,21  | 5  | 1 |  |  |
|                          |                  |                |       |        |    |   |  |  |
| Inscrits                 | Inscrits         | Inscrits       | 2 458 | 100,00 |    |   |  |  |
| Abstentions              | Abstentions      | Abstentions    | 736   | 29,94  |    |   |  |  |
| Votants                  | Votants          | Votants        | 1 722 | 70,06  |    |   |  |  |
| Blancs et nuls           | Blancs et nuls   | Blancs et nuls | 123   | 7,14   |    |   |  |  |
| Exprimés                 | Exprimés         | Exprimés       | 1 599 | 92,86  |    |   |  |  |
| * Liste du maire sortant |                  |                |       |        |    |   |  |  |

### Seyne
- Maire sortant : André Savornin (UMP)
- 15 sièges à pourvoir au conseil municipal (population légale 2011 : 1 446 habitants)
- 8 sièges à pourvoir au conseil communautaire (CA Provence-Alpes Agglomération)

|                | Francis Hermitte | DVG            | 521   | 53,27  | 12 | 6 |  |  |
|                | André Esclapez   | DVD            | 457   | 46,72  | 3  | 2 |  |  |
|                |                  |                |       |        |    |   |  |  |
| Inscrits       | Inscrits         | Inscrits       | 1 205 | 100,00 |    |   |  |  |
| Abstentions    | Abstentions      | Abstentions    | 188   | 15,60  |    |   |  |  |
| Votants        | Votants          | Votants        | 1 017 | 84,40  |    |   |  |  |
| Blancs et nuls | Blancs et nuls   | Blancs et nuls | 39    | 3,83   |    |   |  |  |
| Exprimés       | Exprimés         | Exprimés       | 978   | 96,17  |    |   |  |  |

### Sisteron
- Maire sortant : Daniel Spagnou (UMP)
- 29 sièges à pourvoir au conseil municipal (population légale 2011 : 7 408 habitants)
- 15 sièges à pourvoir au conseil communautaire (CC du Sisteronais Buëch)

|                          | Daniel Spagnou *       | UMP            | 2 688 | 70,34  | 25 | 14 |  |  |
|                          | Jean-Philippe Martinod | PS             | 851   | 22,27  | 3  | 1  |  |  |
|                          | Cyril Derdiche         | FG             | 282   | 7,38   | 1  |    |  |  |
|                          |                        |                |       |        |    |    |  |  |
| Inscrits                 | Inscrits               | Inscrits       | 5 562 | 100,00 |    |    |  |  |
| Abstentions              | Abstentions            | Abstentions    | 1 472 | 26,47  |    |    |  |  |
| Votants                  | Votants                | Votants        | 4 090 | 73,53  |    |    |  |  |
| Blancs et nuls           | Blancs et nuls         | Blancs et nuls | 269   | 6,58   |    |    |  |  |
| Exprimés                 | Exprimés               | Exprimés       | 3 821 | 93,42  |    |    |  |  |
| * Liste du maire sortant |                        |                |       |        |    |    |  |  |

### Valensole
- Maire sortant : Gérard Aurric (UMP)
- 23 sièges à pourvoir au conseil municipal (population légale 2011 : 3 247 habitants)
- 3 sièges à pourvoir au conseil communautaire (CA Durance-Luberon-Verdon Agglomération)

| Tête de liste            | Tête de liste     | Liste          | Premier tour | Premier tour | Second tour | Second tour | Sièges | Sièges |
| Tête de liste            | Tête de liste     | Liste          | Voix         | %            | Voix        | %           | CM     | CC     |
| ------------------------ | ----------------- | -------------- | ------------ | ------------ | ----------- | ----------- | ------ | ------ |
|                          | Gérard Aurric *   | DVD            | 851          | 49,56        | 1 035       | 64,16       | 19     | 2      |
|                          | Maurice Chaspoul  | DVG            | 469          | 27,31        | 578         | 35,83       | 4      | 1      |
|                          | Maurice Lallement | DVD            | 397          | 23,12        |             |             |        |        |
|                          |                   |                |              |              |             |             |        |        |
| Inscrits                 | Inscrits          | Inscrits       | 2 410        | 100,00       | 2 410       | 100,00      |        |        |
| Abstentions              | Abstentions       | Abstentions    | 631          | 26,18        | 687         | 28,51       |        |        |
| Votants                  | Votants           | Votants        | 1 779        | 73,82        | 1 723       | 71,49       |        |        |
| Blancs et nuls           | Blancs et nuls    | Blancs et nuls | 62           | 3,49         | 110         | 6,38        |        |        |
| Exprimés                 | Exprimés          | Exprimés       | 1 717        | 96,51        | 1 613       | 93,62       |        |        |
| * Liste du maire sortant |                   |                |              |              |             |             |        |        |

### Villeneuve
- Maire sortant : Jacques Echalon (DVG)
- 27 sièges à pourvoir au conseil municipal (population légale 2011 : 3 529 habitants)
- 3 sièges à pourvoir au conseil communautaire (CA Durance-Luberon-Verdon Agglomération)

|                          | Jacques Echalon * | DVG            | 1 023 | 52,59  | 21 | 2 |  |  |
|                          | Mathias Quilès    | UMP            | 922   | 47,40  | 6  | 1 |  |  |
|                          |                   |                |       |        |    |   |  |  |
| Inscrits                 | Inscrits          | Inscrits       | 3 001 | 100,00 |    |   |  |  |
| Abstentions              | Abstentions       | Abstentions    | 947   | 31,56  |    |   |  |  |
| Votants                  | Votants           | Votants        | 2 054 | 68,44  |    |   |  |  |
| Blancs et nuls           | Blancs et nuls    | Blancs et nuls | 109   | 5,31   |    |   |  |  |
| Exprimés                 | Exprimés          | Exprimés       | 1 945 | 94,69  |    |   |  |  |
| * Liste du maire sortant |                   |                |       |        |    |   |  |  |

### Volonne
- Maire sortant : Jacques Bonte (UMP)
- 19 sièges à pourvoir au conseil municipal (population légale 2011 : 1 678 habitants)
- 2 sièges à pourvoir au conseil communautaire (CA Provence-Alpes Agglomération)

|                          | Sandrine Cosserat | EELV           | 514   | 51,24  | 15 | 2 |  |  |
|                          | Jacques Bonte *   | DVD            | 489   | 48,75  | 4  |   |  |  |
|                          |                   |                |       |        |    |   |  |  |
| Inscrits                 | Inscrits          | Inscrits       | 1 260 | 100,00 |    |   |  |  |
| Abstentions              | Abstentions       | Abstentions    | 212   | 16,83  |    |   |  |  |
| Votants                  | Votants           | Votants        | 1 048 | 83,17  |    |   |  |  |
| Blancs et nuls           | Blancs et nuls    | Blancs et nuls | 45    | 4,29   |    |   |  |  |
| Exprimés                 | Exprimés          | Exprimés       | 1 003 | 95,71  |    |   |  |  |
| * Liste du maire sortant |                   |                |       |        |    |   |  |  |

### Volx
- Maire sortant : Jérôme Dubois (PS)
- 23 sièges à pourvoir au conseil municipal (population légale 2011 : 3 080 habitants)
- 2 sièges à pourvoir au conseil communautaire (CA Durance-Luberon-Verdon Agglomération)

|                          | Jérôme Dubois * | PS             | 997   | 62,86  | 19 | 2 |  |  |
|                          | Miguel Sarica   | UMP            | 589   | 37,13  | 4  |   |  |  |
|                          |                 |                |       |        |    |   |  |  |
| Inscrits                 | Inscrits        | Inscrits       | 2 313 | 100,00 |    |   |  |  |
| Abstentions              | Abstentions     | Abstentions    | 647   | 27,97  |    |   |  |  |
| Votants                  | Votants         | Votants        | 1 666 | 72,03  |    |   |  |  |
| Blancs et nuls           | Blancs et nuls  | Blancs et nuls | 80    | 4,80   |    |   |  |  |
| Exprimés                 | Exprimés        | Exprimés       | 1 586 | 95,20  |    |   |  |  |
| * Liste du maire sortant |                 |                |       |        |    |   |  |  |